# Limonade au sureau
Une limonade à base de sureau noir (Sambucus Nigra) est une boisson gazeuse et de longue conservation.

## Recette
Cette limonade se prépare quand les fleurs de sureau sont épanouies, en mai et juin.

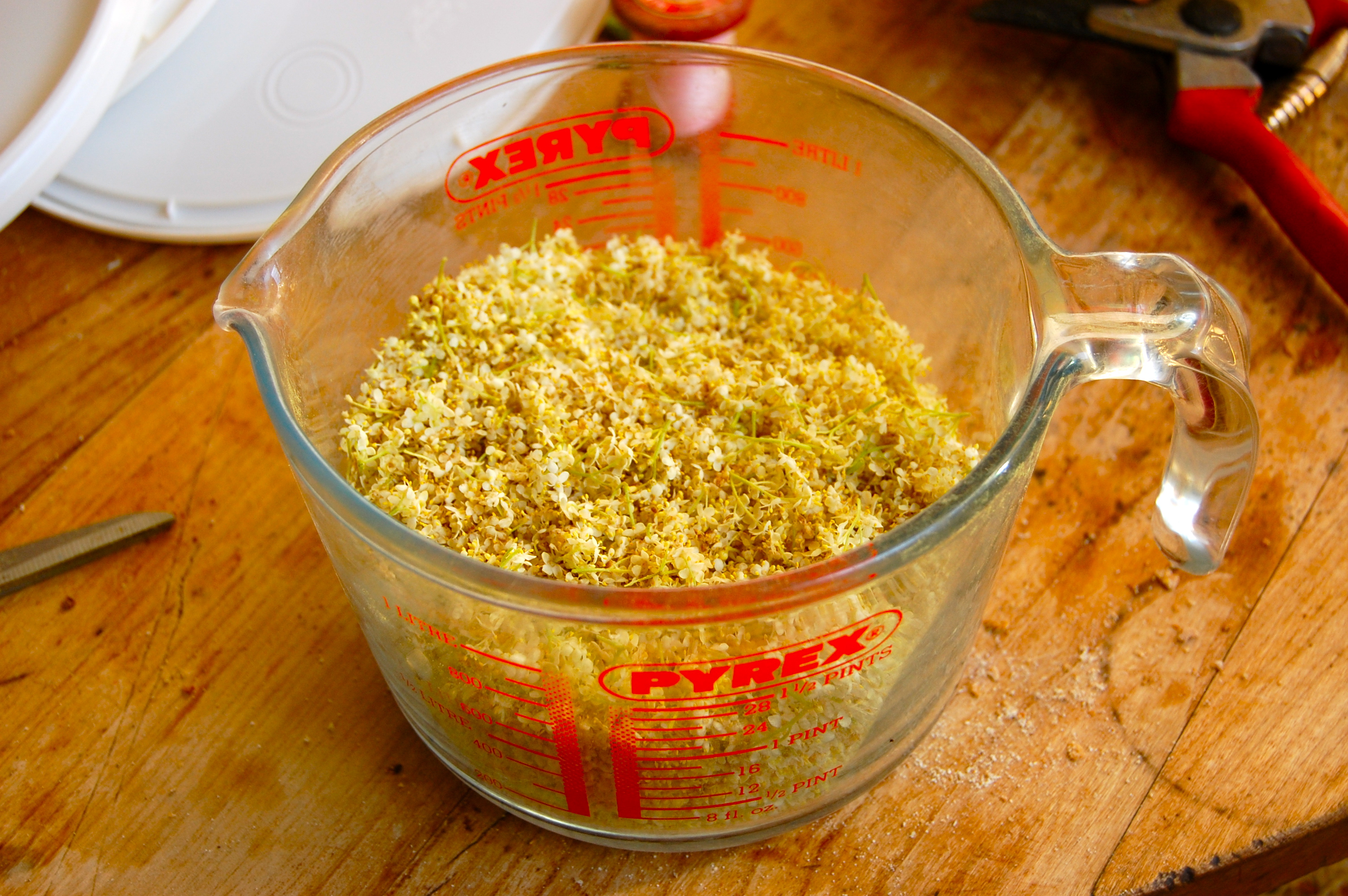
Fleurs de sureau pour la préparation d'un sirop ou d'une limonade.

Dans un récipient, un bocal en verre de préférence, faire macérer au soleil, pendant deux à cinq jours, dans cinq litres d'eau, 500 g de sucre, dix ombelles de sureau et un verre de jus de citron ou de vinaigre de cidre.
Remuer le mélange chaque jour, filtrer puis mettre en bouteilles fermées par des bouchons mécaniques. La gazéification se fait dans les quinze jours suivants.
Conserver dans un endroit sec et frais à l'abri de la lumière. À servir très frais, en prenant soin au côté "explosif" du mélange à l'ouverture, le taux de gaz dissout étant très supérieur à celui d'une limonade du commerce.

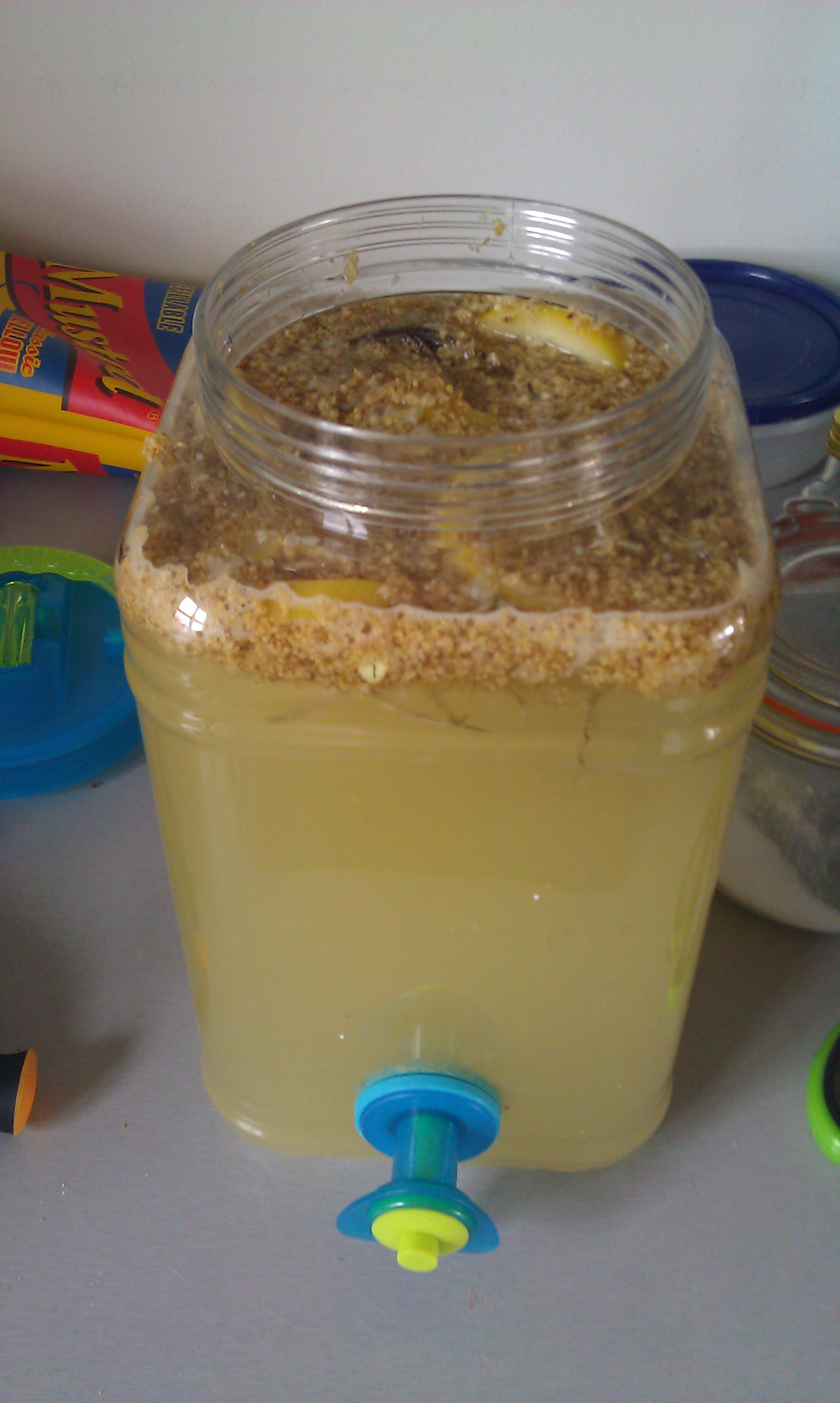
Sambucus (sureau), jus fermenté (boisson), traditionnel en Roumanie.

## Sources
- Une recette avec conseils de conditionnement .